# Oroux
Oroux é uma comuna francesa na região administrativa da Nova Aquitânia, no departamento de Deux-Sèvres. Estende-se por uma área de 6,56 km². Em 2010 a comuna tinha 95 habitantes (densidade: 14,5 hab./km²).